# Alexandru Teodoreanu
Alexandru Teodoreanu (n. 1847 – d. secolul al XX-lea) a fost un om politic român, care a îndeplinit funcția de primar al municipiului Iași în perioada 6 ianuarie - 17 martie 1914. 
A fost bunicul prozatorului Ionel Teodoreanu și al epigramistului și scriitorului Al.O. Teodoreanu, cunoscut sub pseudonimul de Păstorel.
| Funcții politice                 | Funcții politice             | Funcții politice               |
| -------------------------------- | ---------------------------- | ------------------------------ |
| Predecesor: Matei B. Cantacuzino | Primar al orașului Iași 1914 | Succesor: Anastasie Triandafil |